# Ignacy Wybranowski
Ignacy Wybranowski (zm. 1787) – generał major wojsk koronnych, konfederat barski, był komendantem garnizonu Częstochowa.